# Torymus silenus
Torymus silenus är en stekelart som beskrevs av Zavada 2001. Torymus silenus ingår i släktet Torymus och familjen gallglanssteklar. Inga underarter finns listade i Catalogue of Life.